# Überlandwerk Hohenlohe-Öhringen
Der Gemeindeverband Überlandwerk Hohenlohe-Öhringen war eine Elektrizitätsgesellschaft, die am 24. Januar 1910 durch 29 Gemeinden aus dem Oberamtsbezirk Öhringen und 13 Gemeinden aus dem Oberamtsbezirk Neckarsulm gegründet wurde.

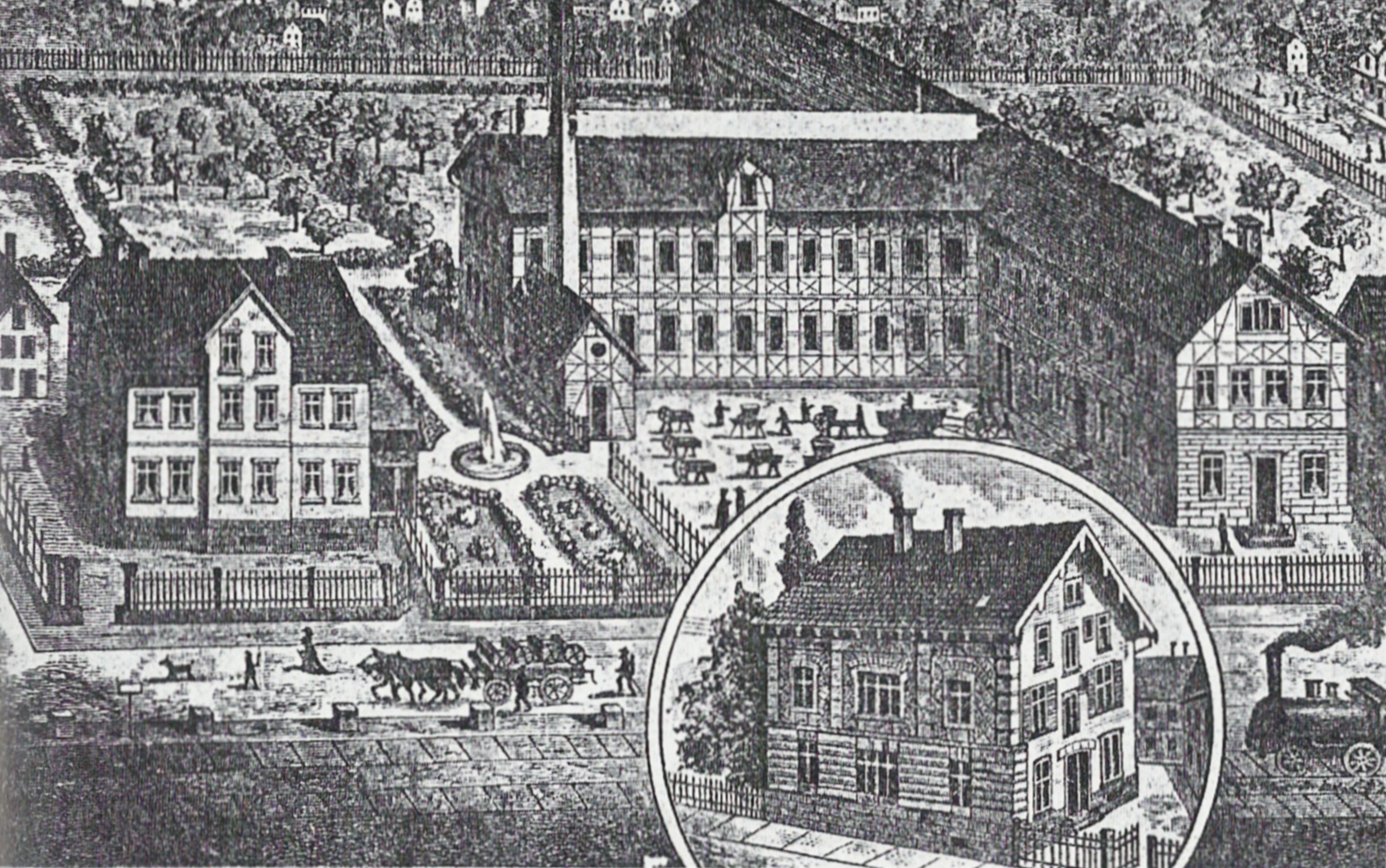
Maschinenfabrik Karl Eheim (rechts), Kottmannsches Anwesen (links), Weippertsche Elektrizitätszentrale (Bildmitte)

Da beim Bau des eigenen Wasserkraftwerkes in Ohrnberg am Kocher mit einem längeren Genehmigungsverfahren gerechnet wurde, schloss der Verband einen Liefervertrag mit den Enzgauwerken, um schnell mit der Stromlieferung beginnen zu können. Die Lieferungen kamen aber letztendlich nicht zustande, weil die hierzu zu erbauende Überlandleitung durch das Versorgungsgebiet des Elektrizitätswerks Beihingen-Pleidelsheim (später Kraftwerk Altwürttemberg AG (KAWAG)) verlaufen sollte, was dieses verhinderte. In Bitzfeld wurde vom Enzgauwerk daraufhin ein 200-PS-Lokomobil mit angeschlossenem Generator aufgestellt, welches kurze Zeit später nochmals um zwei 180-PS-Anlagen verstärkt wurde. Dies ermöglichte im November 1911 die Belieferung der ersten 20 Ortschaften mit Strom.

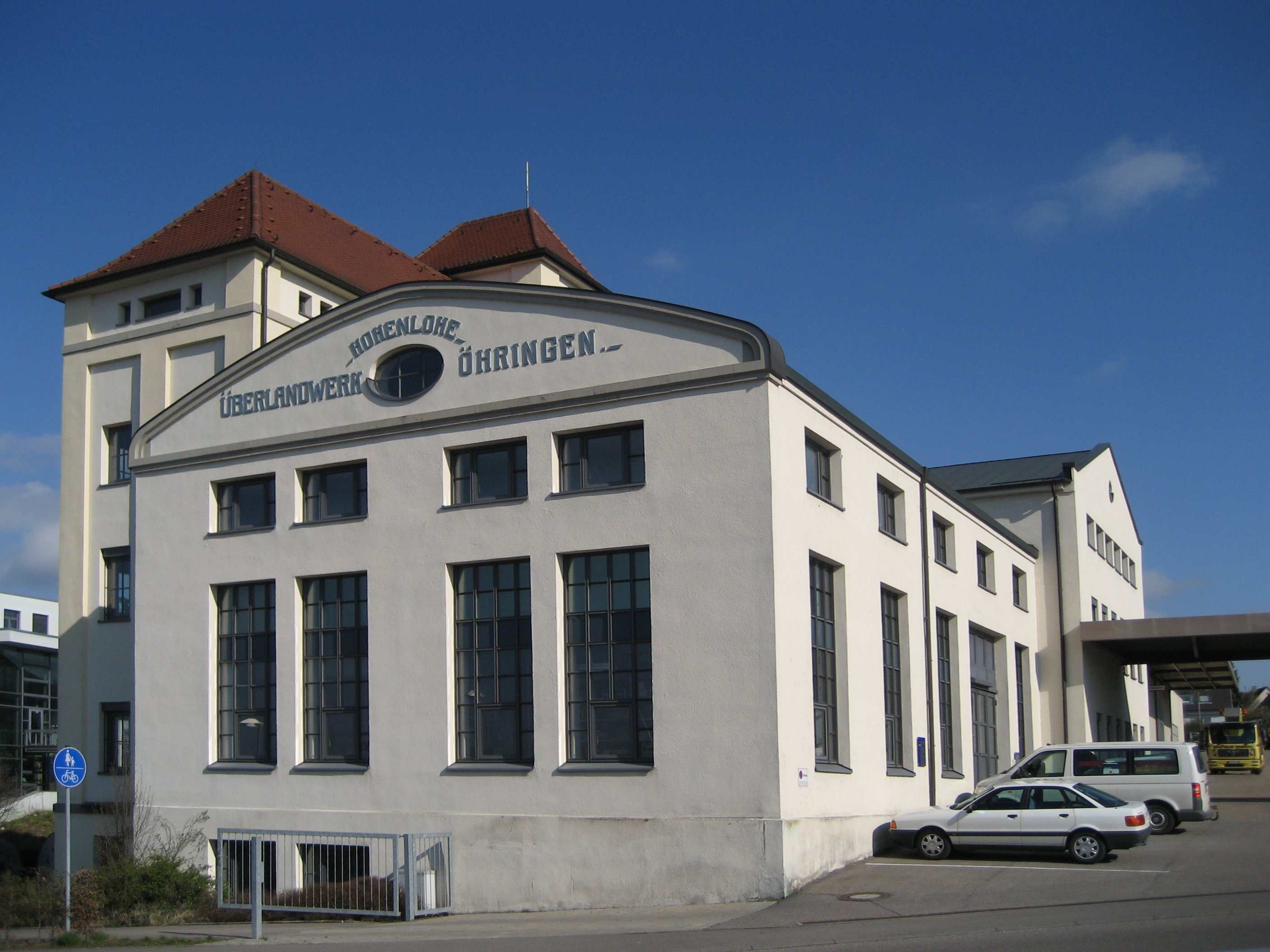
Dieselzentrale des Überlandwerks Hohenlohe-Öhringen

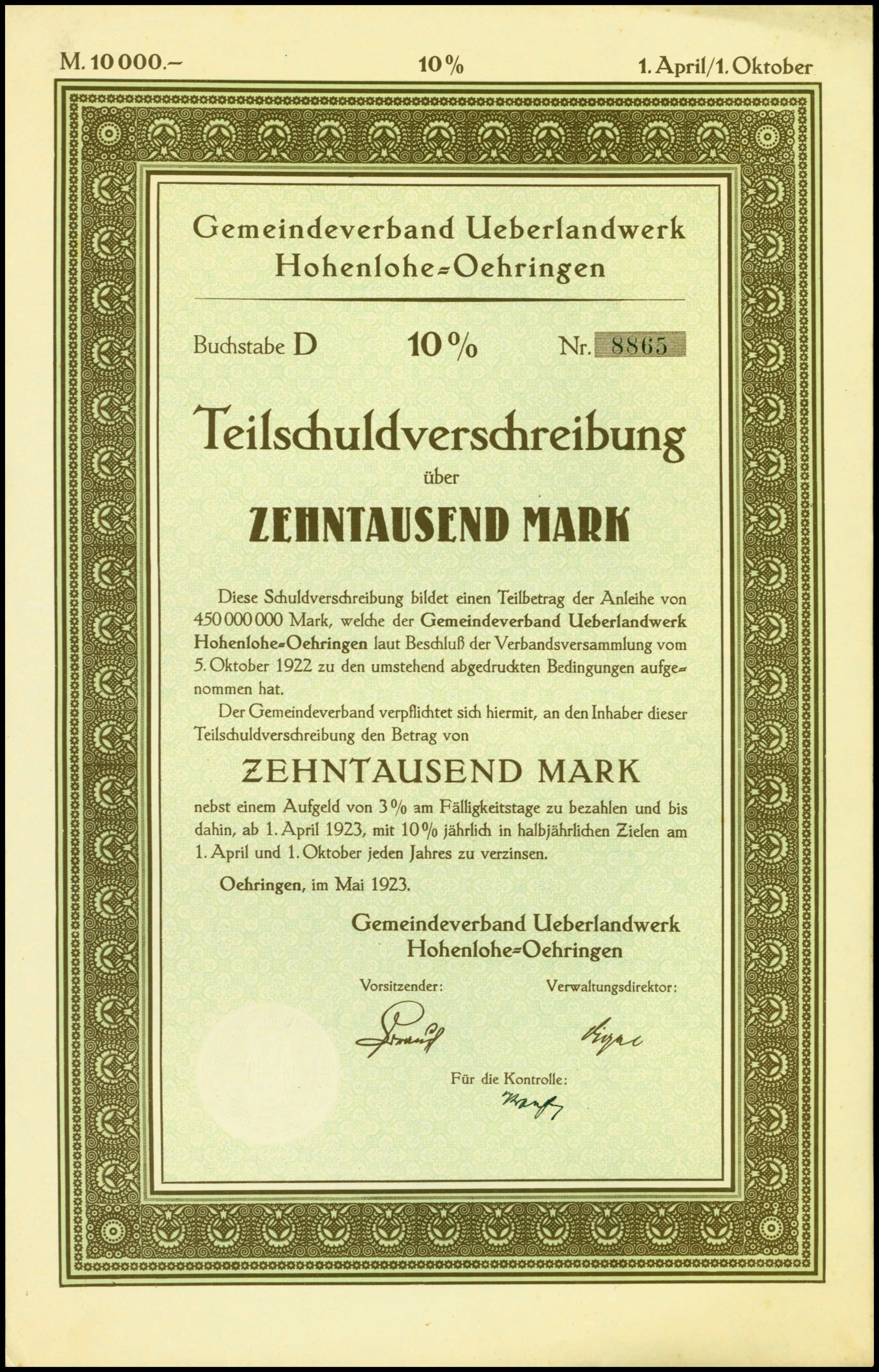
Teilschuldverschreibung über 10000 Mark des Gemeindeverband Ueberlandwerk Hohenlohe-Oehringen vom Mai 1923

Der Gemeindeverband übernahm am 1. April 1912 das 1896 begründete Elektrizitätswerk Öhringen und baute dessen Dieselzentrale noch im selben Jahr und abermals zwei Jahre später durch drei Dieselaggregate von 140 kW, 280 kW und 600 kW weiter aus. Trotz dieser Erweiterungen musste Anfang 1913 ein Stromliefervertrag mit dem Elektrizitätswerk Beihingen-Pleidelsheim über 300 kW abgeschlossen werden.
Der Gemeindeverband errichtete die regionalen Stromversorgungsnetze mit einer Vielzahl kleiner „Stromhäuser“ im Versorgungsgebiet sowie das Wasserkraftwerk in Ohrnberg, wozu auch zur Erlangung der Wasserrechte ein Mühlenanwesen in Sindringen erworben werden musste. Das Überlandwerk gründete am 4. November 1921 mit der KAWAG die Großkraftwerk Württemberg AG, die wiederum später in der Energie-Versorgung Schwaben (EVS) aufgegangen ist. Auch das Überlandwerk wurde später von der EVS übernommen, das Versorgungsgebiet ist heute innerhalb der Energie Baden-Württemberg Teil des Regionalzentrums Neckar-Franken.